# Mompeo
Mompeo är en ort och kommun i provinsen Rieti i regionen Lazio i Italien. Kommunen hade 498 invånare (2018).